# Equazioni di London
Le equazioni di London sono le più semplici relazioni costitutive per descrivere la superconduttività. Il maggiore risultato di tali equazioni è quello di riuscire a descrivere l'effetto Meissner-Ochsenfeld, che non è spiegabile semplicemente con le equazioni di Maxwell. Sono state sviluppate nel 1935 dai due fratelli Fritz e Heinz London.

## Formulazione
Una possibile formulazione delle equazioni di London è:
{\displaystyle {\begin{cases}\displaystyle {{\frac {d{\vec {J}}}{dt}}={\frac {\vec {E}}{\mu _{0}\lambda _{L}^{2}}}}\\\displaystyle {\nabla \times {\vec {J}}=-{\frac {\vec {H}}{\lambda _{L}^{2}}}}\end{cases}}}
nelle quali {\displaystyle \mu _{0}} è la permeabilità magnetica del vuoto, mentre {\displaystyle \lambda _{L}} è detta lunghezza di penetrazione di London, che ha le dimensioni di una lunghezza. Tale parametro è definito come
{\displaystyle \lambda _{L}={\sqrt {\frac {m}{n_{s}e^{2}\mu _{0}}}}}
con {\displaystyle e} pari alla carica elettrica elementare, {\displaystyle m} pari alla massa dell'elettrone mentre {\displaystyle n_{s}} è un parametro fenomenologico detto densità volumica di superportatori.

## La prima equazione
La prima equazione di London descrive la prima delle due caratteristiche di un superconduttore, cioè l'assenza di resistenza DC. Per ricavare tale equazione, è sufficiente considerare il modello di Drude per la conducibilità elettrica nei metalli.

### Derivazione dell'equazione
Il modello di Drude per le correnti DC propone la seguente equazione che descrive il movimento degli elettroni:
{\displaystyle m{\frac {d{\vec {v}}}{dt}}=-e{\vec {E}}-{\frac {m{\vec {v}}}{\tau }}}
dove {\displaystyle e} è pari alla carica elettrica elementare, {\displaystyle m} è pari alla massa dell'elettrone e {\displaystyle \tau } viene detto tempo di rilassamento, e rappresenta il tempo medio che separa due collisioni distinte di un elettrone all'interno del reticolo di ioni del metallo.
Essendo la conducibilità elettrica {\displaystyle \sigma } direttamente proporzionale a {\displaystyle \tau }, si può immaginare che in un materiale in cui non c'è resistenza il tempo di rilassamento sia molto grande, tendente all'infinito. Se {\displaystyle \tau \rightarrow \infty }, l'equazione di Drude si semplifica in
{\displaystyle m{\frac {d{\vec {v}}}{dt}}=-e{\vec {E}}}
Immaginando che solo una densità volumica {\displaystyle n_{s}} degli elettroni del materiale sia superconduttiva, e ricordando la definizione di {\displaystyle {\vec {J}}=-n_{s}e{\vec {v}}}, si ottiene:
{\displaystyle {\frac {d{\vec {J}}}{dt}}={\frac {n_{s}e^{2}}{m}}{\vec {E}}}
che è proprio la prima equazione di London.

## La seconda equazione
La seconda equazione fu introdotta dai fratelli London per ovviare alle limitazioni imposte dalla prima equazione in termini di diamagnetismo perfetto.

### Insufficienza della prima equazione
La prima equazione modella bene l'assenza di resistenza ma non può descrivere l'effetto Meissner-Ochsenfeld. Difatti, applicando le equazioni di Maxwell ad essa si ottiene:
{\displaystyle \nabla ^{2}{\frac {d{\vec {H}}}{dt}}={\frac {1}{\lambda _{L}^{2}}}{\frac {d{\vec {H}}}{dt}}}
Integrando tale relazione nel tempo in un intervallo {\displaystyle [0,t]} si ricava:
{\displaystyle \nabla ^{2}({\vec {H}}-{\vec {H}}_{0})={\frac {({\vec {H}}-{\vec {H}}_{0})}{\lambda _{L}^{2}}}}
con {\displaystyle {\vec {H}}_{0}} campo magnetico all'istante {\displaystyle t=0}. Tale equazione ammette una soluzione particolare {\displaystyle {\vec {H}}={\vec {H}}_{0}}, cioè un campo costante, che è incompatibile con l'effetto Meissner-Ochsenfeld, in quanto esso prevede un diamagnetismo perfetto, quindi assenza totale di campi magnetici.

### Descrizione del diamagnetismo perfetto
Venne quindi proposta l'equazione:
{\displaystyle \nabla \times {\vec {J}}=-{\frac {\vec {H}}{\lambda _{L}^{2}}}}
Tale equazione descrive perfettamente l'effetto Meissner-Ochsenfeld. Difatti, applicando la legge di Ampere {\displaystyle \nabla \times {\vec {H}}={\vec {J}}} al primo membro, e ricordando {\displaystyle \nabla ^{2}{\vec {H}}=-\nabla \times \nabla \times {\vec {H}}} si ricava:
{\displaystyle \nabla ^{2}{\vec {H}}={\frac {\vec {H}}{\lambda ^{2}}}}
Considerando la soluzione particolare in una dimensione {\displaystyle x} (con {\displaystyle x=0} sulla superficie del conduttore e {\displaystyle x>0} all'interno del materiale):
{\displaystyle H(x)=H(0)e^{-x/\lambda _{L}}}
si vede come il campo magnetico si riduca esponenzialmente con la distanza dalla superficie, modellando un diamagnetismo perfetto. Si capisce così anche il significato fisico di {\displaystyle \lambda _{L}}, che è la distanza dalla superficie del conduttore in cui il campo si è ridotto di un fattore {\displaystyle 1/e}.

### Riscrittura della seconda equazione
La seconda equazione di London può essere scritta anche in un'altra forma, ricordando la definizione di potenziale vettore:
{\displaystyle \nabla \times {\vec {A}}={\vec {B}}=\mu _{0}{\vec {H}}}
Sostituendo nella seconda equazione di London si ricava:
{\displaystyle {\vec {J}}=-{\frac {\vec {A}}{\mu _{0}\lambda _{L}^{2}}}}
in cui si nota una diretta proporzionalità tra la densità di corrente e il potenziale vettore magnetico.